# Slaget om Marianerne og Palau
Slaget om Marianerne og Palau, også kendt som Operation Forager, var en offensiv påbegyndt af amerikanske styrke mod kejserlige japanske styrker i øgruppen Marianerne og Palau i Stillehavet mellem juni og november 1944 under Stillehavskrigen. Den amerikanske offensiv, under ledelse af Chester Nimitz, efterfulgte slaget om Gilbert- og Marshalløerne og skulle neutralisere japanske baser i det centrale Stillehav, støtte de Allieredes fremstød mod generobringen af Filippinerne og give nye baser til den strategiske bombninger af Japan.
Til at starte offensiven gennemførte det amerikanske marinekorps og den amerikanske hær sammen med den amerikanske flåde en landgang på Saipan i juni 1944. Den japanske kombinerede flåde svarede igen med at samle sig for at angribe den amerikanske flådeafdeling, der støttede landgangen. I det efterfølgende hangarskibsslag i det Filippinske hav (det såkaldte “Great Marianas Turkey Shoot”) den 19.–20. juni, blev de japanske flådestyrker besejret med overvældende tab, der ikke kunne erstattes af deres landbaserede fly og hangarskibsfly. Kun nogle få af de 24.000 japanske forsvarere på øen blev taget til fange. Et stort antal lokale civile valgte at kaste sig selv og deres børn ud fra høje klipper frem for at blive taget til fange.
Derefter udførte amerikanske styrker landgange på Guam og Tinian i juli 1944. Efter voldsomme kampe blev Saipan sikker i juli og Guam og Tinian i august 1944. Amerikanerne byggede herefter flyvepladser på Saipan og Tinian, hvor B-29-er var baseret for at kunne foretage strategiske bombetogter mod det japanske fastland indtil slutningen af 2. verdenskrig, herunder atomangrebene på Hiroshima og Nagasaki.
I mellemtiden, for at sikre flanken for de amerikanske tropper, som forberedte sig på at angribe de japanske styrker på Filippinerne, gik amerikanske marinesoldater og hærtropper i land på øerne Peleliu og Angaur Palau i september 1944. Efter hårde og intensive kampe på Peleliu blev øen sikker i november 1944.
Efter landgangene på Marinerne og Palau fortsatte de allierede styrker deres til sidst succesfulde felttog mod Japan ved at gå i land på Filippinerne i oktober 1944 og Vulkan- og Ryukyuøerne, der begyndte i januar 1945.